# Tooting Broadway
Tooting Broadway is een station van de metro van Londen aan de Northern Line. Het metrostation, dat in 1926 is geopend, ligt in de wijk Tooting.

## Geschiedenis

### Aanleg
Na afloop van de Eerste Wereldoorlog begon de UERL (Underground Electric Railways of London) met de uitvoering van vooroorlogse plannen voor verbeteringen aan en verlenging van bestaande lijnen. UERL kocht in 1913 de City and South London Railway (C&SLR) met het doel de lijn te integreren in haar net dat vooral ten noorden van de Theems lag. Door het uitbreken van de oorlog verdween ondere andere dit plan in de ijskast. In 1921 werd de Trade Facilities Act van kracht met de bedoeling om werkloosheid te voorkomen door het uitvoeren van openbare werken. De staat stelde zich garant stelde voor leningen aan bedrijven die de openbare werken op zich namen, de garantstelling gold evenwel voor een beperkte periode. Een van de uitgestelde plannen betrof de verlenging van de District Railway, in 1921 eveneens eigendom van UERL, van Wimbledon naar Sutton, de Wimbledon and Sutton Railway (W&SR).
UERL wilde zoveel mogelijk steun opstrijken en diende in november 1922 voorstellen in voor de bouw van de W&SR en een verlenging van de C&SLR tot Morden. Volgens het voorstel zouden de C&SLR en de W&SR ten oosten van Morden samenvloeien en allebei doorrijden tot Sutton. Concurrent Southern Railway (SR) vreesde een terugloop van reizigers op haar diensten tussen het, destijds nog landelijke, Morden en de City en maakte bezwaar tegen de inbreuk op haar werkgebied. In juli 1923 bereikten SR en UERL overeenstemming over de “marktverdeling”, waarbij UERL de C&SLR naar North Morden mocht doortrekken en SR de W&SR de rechten op die lijn kreeg. UERL begon onmiddellijk met de aanleg en voor de bouw van de stations werd Charles Holden aangezocht. Het station werd op 13 September 1926 geopend, in 1937 kregen de Hampstead Tube en de C&SLR de gemeenschappelijke naam Northern Line.  

### Sneldienst

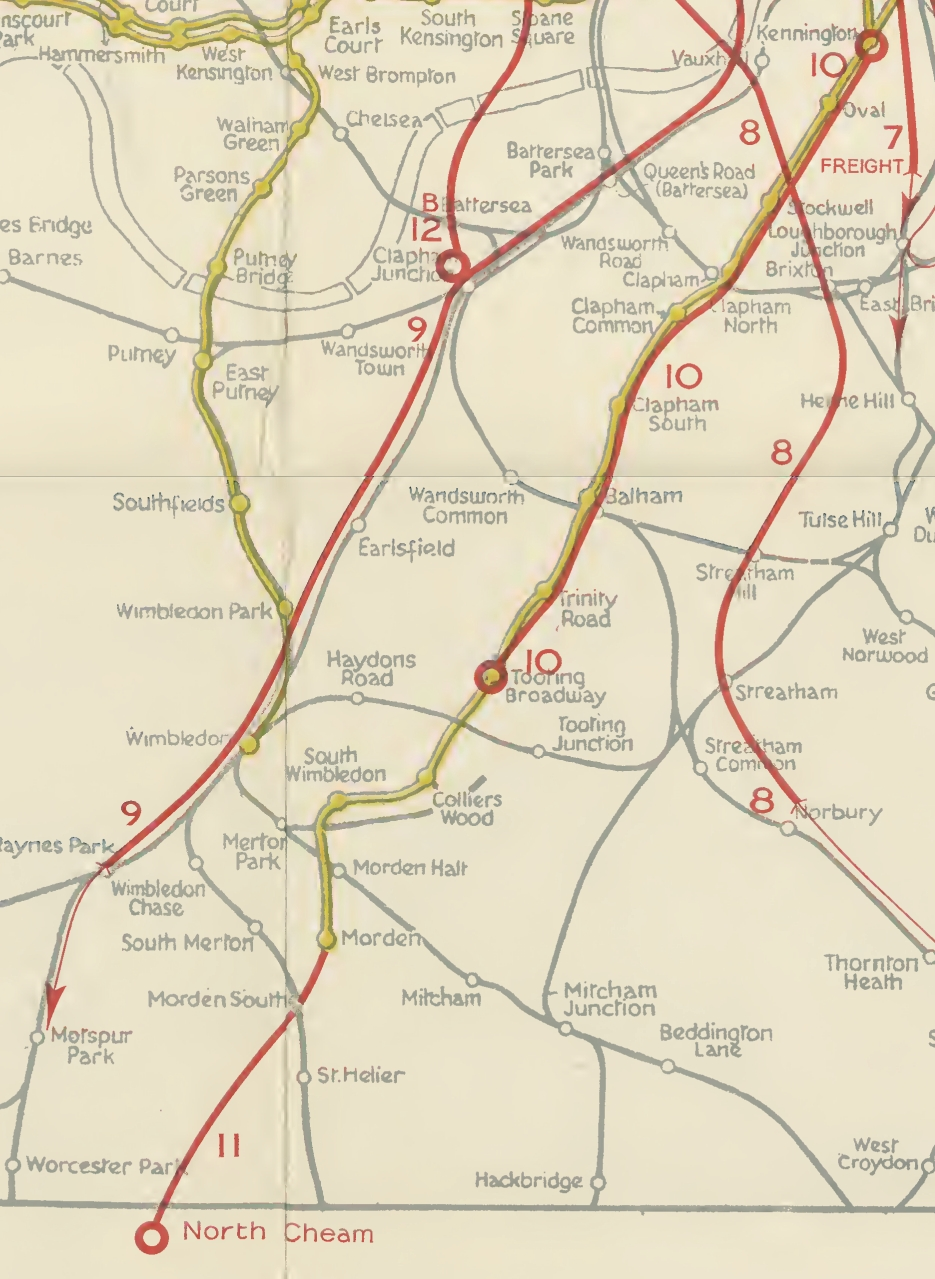

Na de Tweede Wereldoorlog werd de vervoersbehoefte rond Londen in kaart gebracht. Het verslag uit 1946 stelde meerdere nieuwe lijnen voor en stelde vast dat de metro naar Morden het drukste was van het hele net. Net als sinds 1940 ten noorden van Finchley Street een sneldienst (Metropolitan)/stopdienst (Bakerloo) combinatie bestond stelde het verslag een sneldienst (tunnel nr 10) tussen Kennington en Tooting Broadway voor. De stopdienst zou dan lopen tot Tooting Broadway en de sneldienst zou aansluiten op de tunnels ten zuiden van Tooting Broadway en, net als bij de Metropolitan Line, doorlopen naar wijken verder buiten de stad (Tunnel nr 11) in dit geval North Cheam. De London Passenger Transport Board en haar rechtsopvolgers hebben alleen tunnel 8, de Victoria Line, deels uitgevoerd, de voorgestelde tunnels 10 en 11 kwamen nooit verder dan het verslag.

### Ongeval
Op 4 mei 1971 botste een trein tegen het stootblok van het kopspoor dat ten zuiden van de perrons tussen de doorgaande sporen ligt. Het metrostel schoot door en de bestuurder kwam hierbij om het leven.

### Crossrail 2
In 2013 werd door Transport for London een plan voorgelegd voor een station van crossrail 2 bij Tooting Broadway. In oktober 2015 werd het plan gewijzigd ten gunste van een route via Balham.

## Ligging en inrichting

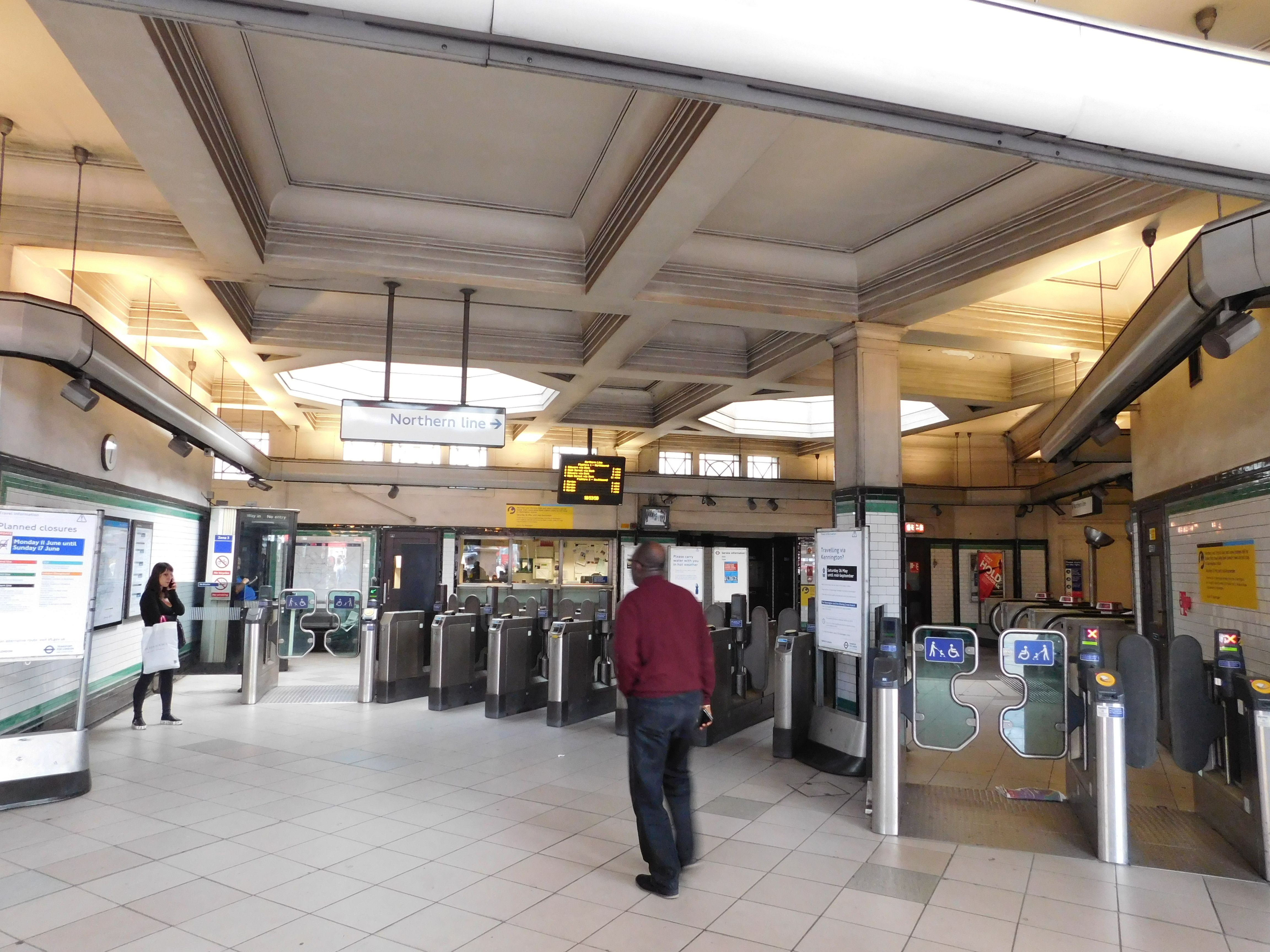
Interieur van de stationshal
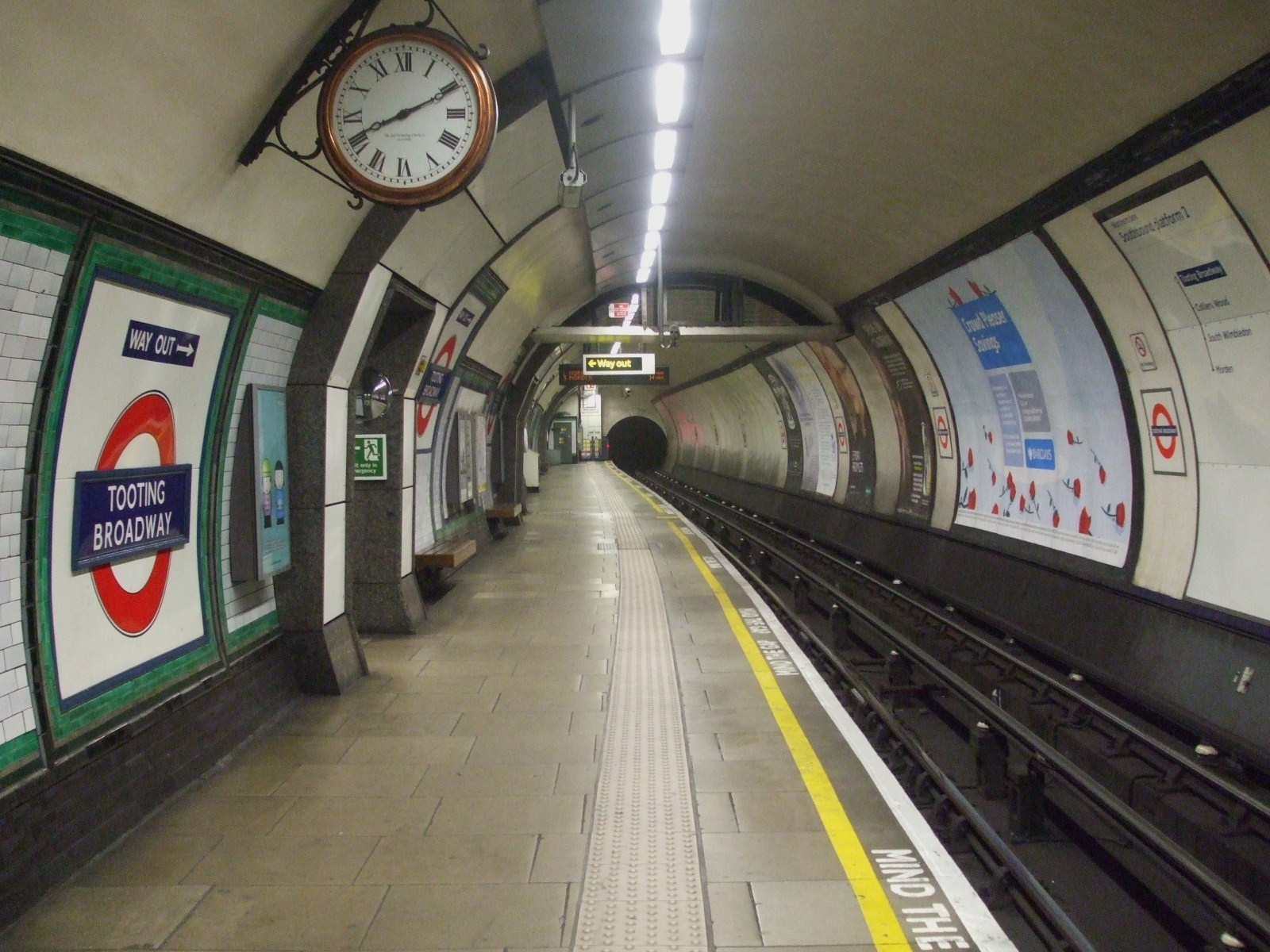
Het perron en spoor voor de metro naar het zuiden
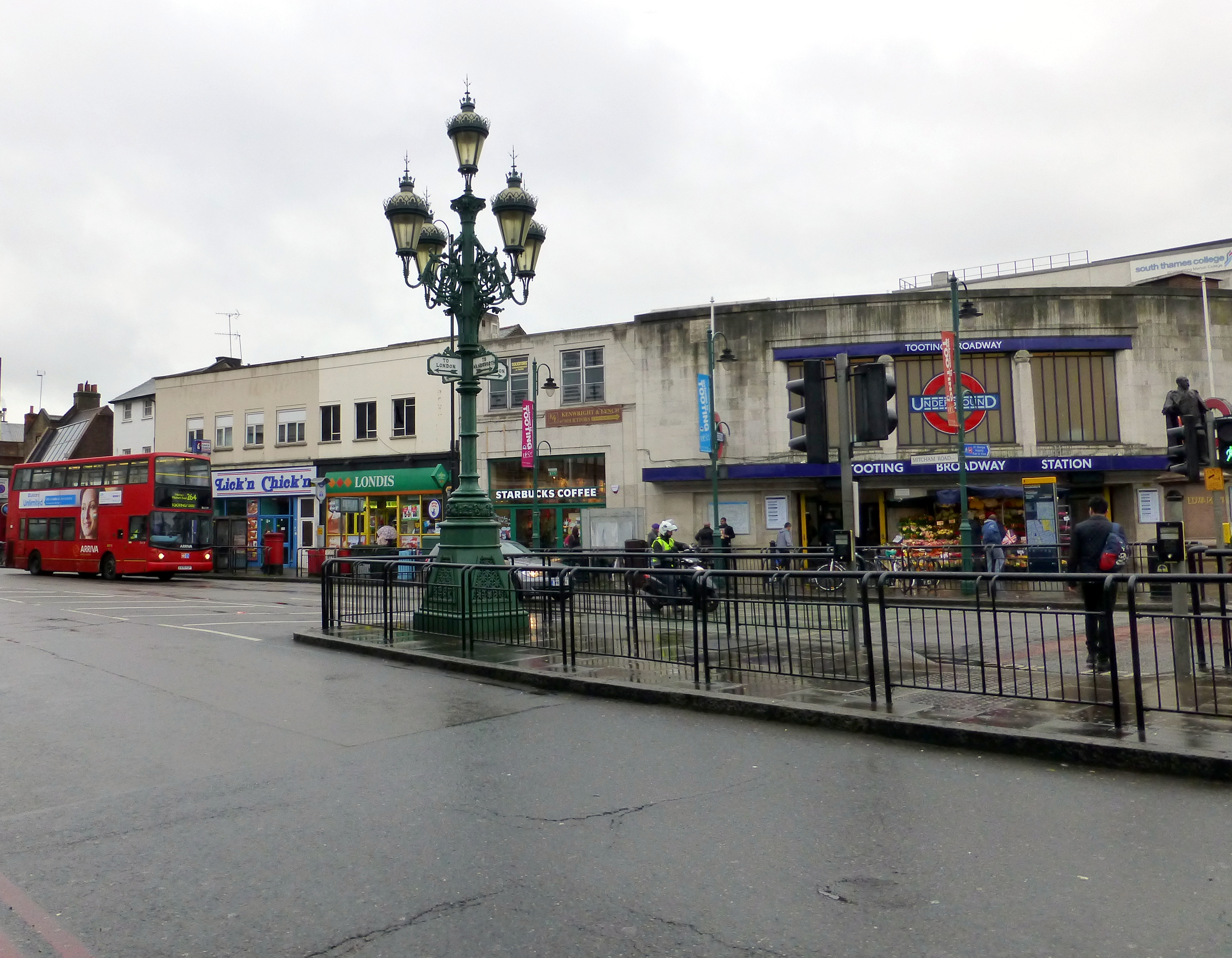
De victoriaanse straatlantaarn voor het station

Het station ligt op de zuidhoek van het kruispunt van de A24 (Tooting High Street) en de A217 (Garatt Lane en Mitcham Road) in het midden van de dichtbevolkte wijk Tooting Graveney. Tegen de zuidgevel van het station staat het South theems College en het St. George's Hospital ligt op een paar minuten lopen. Andere bezienswaardigheden in de buurt zijn de Tooting Market, de Tooting Methodist Church en de Tooting Primary School. Het station zelf is gebouwd naar het standaardontwerp dat Charles Holden maakte voor de zuidelijke verlenging van de C&SLR. Holden was door Franck Pick, de algemeen directeur van UERL, ingehuurd uit onvrede over de ontwerpen van huisarchitect Stanley Heaps. Holden kwam met een standaardontwerp voor alle zeven stations. Hij ontwierp een witte betonnen doos van twee bouwlagen uit beton bekleed met witte portlandsteen met een deuropening op de begane grond en daarboven een glazen wand. Op het glas kwam het grote logo van de Londense metro geflankeerd door twee zuilen met een kapiteel in de vorm van het logo van de Londense metro in 3D. Hierdoor was het gebouw meteen herkenbaar als metrostation. Het standaardontwerp werd aangepast aan de plaatselijke omstandigheden zodat hier een ronde gevel werd gebouwd met de karakteristieke glazen wand. Voor het station staat een standbeeld van Edward VII die op 4 november 1890 het eerste deel van de C&SLR opende. Op de vluchtheuvel op de Mitcham Road staat een straatlantaarn die, net als het station, de monumentenlijst gehaald heeft. Het dichtstbijzijnde spoorwegsttaion, Tooting, ligt op 18 minuten lopen langs Mitcham Road. De stationshal is voorzien van toegangspoortjes en is aan de zuidkant met roltrappen verbonden met de perrons onder Tooting High Street. Onderaan de roltrappen ligt de verdeelhal met doorgangen naar westelijke perron, het oostelijke perron is met de hal verbonden via twee gangen aan weerszijden van de roltrappen. Aan de noordkant van de perrons is nog een dwarsgang tussen de beide perrons. In verband met de benodigde ruimte voor de roltrappen en het kopspoor ten zuiden van het station is het oostelijke spoor voor de metro's naar het zuiden licht gebogen. 

## Reizigersdienst
De metrodienst begint om 6:17 uur en eindigt om 0:01 uur met een wisselende frequentie gedurende de dag. Over het algemeen rijdt iedere 2 a 4 minuten een metro in beide richtingen, tijdens de daluren is dit iedere 6 minuten;
- 5 per uur noordwaarts naar Edgware via Bank
- 5 per uur noordwaarts naar High Barnet via Bank
- 10 per uur in zuidelijke richting naar Morden

Een aantal treinen gaat niet verder naar het zuiden dan Tooting Broadway. Deze metrostellen rijden, nadat de reizigers zijn uitgestapt, naar het kopspoor waarna de bestuurder naar de andere kant gaat. Vervolgens wordt de metro leeg voorgereden langs het perron voor de terugreis naar het noorden. Bovengronds zijn bushaltes van diverse buslijnen te vinden.

## Het station in kunst en cultuur
Station Tooting Broadway wordt getoond in de aftiteling van de BBC-komedie Citizen Smith en in de laatste scenes van de allerlaatste aflevering. De groep Kitchens of Distintion heeft het nummer "On Tooting Broadway Station" opgenomen op hun derde album. 